# James Judd
James Judd (Hertfordshire, Anglaterra, 30 d'octubre de 1949) és un director d'orquestra britànic. Deixa la seva obra en orquestres regionals i internacionals; en la interpretació del repertori britànic i de l'obra de Gustav Mahler. Actualment és Director Musical Emèrit de l'Orquestra de Nova Zelanda, Director Artístic de l'Orquestra Sinfónica de Daejeon i Director Principal de l'Orquestra Filarmónica Eslovaca.

## Biografia
Després de graduar-se al Trinity College of Music (1967-71), les seves altes qualificacions van prestar atenció al director nord-americà Lorin Maazel, que va ser requerit com a director assistent de l'Orquestra de Cleveland. El 1978 va tornar a Europa per treballar amb Claudio Abbado com a director de l'Orquestra Juvenil Europea (era Director Artístic Honorari) i de l'Orquestra Juvenil Mahler.
Durant anys va ser director general de la Florida Orchestra, revitalitzant l'època clàssica de Florida a Miami, Fort Lauderdale i Palm Beach.
Entre 2000-2007 va ser director general de l'Orquestra Sinfónica de Nueva Zelandia i va tornar com a director emèrit. Amb l'actuació de Judd, l'orquestra va actuar a Àsia i Europa va culminar amb el debut dels BBC Proms el 2005. L'1 de la dècada del 2000, amb la soprano Dame Kiri Te Kanawa va transmetre des de Nova Zelanda al primer concert de clàssic el mil·lenni televisat a tot el món. Amb el segell Naxos, gravà amb aquesta orquestra de gran quantitat de composicions i que va propiciar l'inici de The Proms l'agost de 2005.
Amb la seva amplia discografia, el 2012 es va unir a la Royal Liverpool Philharmonic Orchestra per gravar concerts de piano de Ravel, Saint-Saens i Gershwin amb Benjamin Grosvenor per a Decca Records.
Va ser el director principal de l'Orquestra Nacional de Lille a França i va ser convidat com a director a les principals orquestres d'Amèrica del Nord, Europa i Àsia; ha dirigit, entre d'altres, l'Orquestra de Berlín, l'Orquestra d'Israel, l'Orquestra Simfònica de Róterdam, l'Orquestra de Montecarlo, la Zürich Tonhalle Orchestra i pràcticament totes les orquestres britàniques especialment al Manchester Hall, la Royal Philharmonic, la BBC de Gal·les i l'English Chamber Orchestra així com les orquestres de Seül, Kyoto, Tòquio, Hong Kong i Espanya (Sevilla, Tenerife, La Corunya, etc.).
El mestre Judd és el fundador del Miami Music Project per portar l'educació musical als nens de les escoles del comtat de Dade i per ensenyar al futur públic i als joves als estudiosos de la música.

## Repertori
Particularment apreciat en la direcció d'obres de compositors britànics i Gustav Mahler, l'enregistrament de la Primera Simfonia amb l'Orquestra Filarmònica de Florida va guanyar el premi Diapasó de la crítica francesa, nominat com a Disco del Mes per la Stereophile Revista i va guanyar el primer premi de la Societat Mahler "Toblacher Komponierhausen" atorgat al millor disco Mahler de l'any al Festival de Salzburg. Amb la nova orquestra es van produir un gran nombre d'enregistraments que van incloure molts compositors autòctons com Leonard Bernstein, Aaron Copland, Gershwin, Elgar, Takemitsu, Vaughan Williams i la participació del baríton Jonathan Lemalu en un CD d'àries de Wagner, Verdi, Mozart, etc. per al segell EMI.

## Òpera
Com a director d'òpera el 1988 va debutar a la "Greater Miami Opera" (avui Florida Grand Opera) de Miami amb Don Giovanni. Va ser el director artístic de la companyia durant el període 1993-1996 quan va dirigir Don Giovanni, Un ballo in maschera, estrenando, entre d'altres, Another sight of death de Benjamin Britten amb Helen Donath com La Governanta i Ariadne auf Naxos de Strauss.
Ha actuat al Festival de Glyndebourne (La Cenerentola de Rossini), l'Òpera Nacional anglesa en òperes de Verdi (La traviata, Il trovatore, Rigoletto) i Les noces de Fígaro de Mozart i ha gravat per al segell "Opera Rara", Dinorah de Giacomo Meyerbeer.

## Discografia principal
- Meyerbeer - Dinorah - Della Jones, Marilyn Hill Smith, Roderick Earle, Philharmonia Orchestra, James Judd - 1980
- J. S. Bach - Jean Louis Steuerman, The Chamber Orchestra Of Europe, James Judd - Klavierkonzerte BWV 1052, 1056, & 1058 - 1987
- Zamfir - English Chamber Orchestra, James Judd - Baroque Concertos - 1988
- Chaikovski - Piano Concerto No.1 In B Flat Major, Op. 23 - John Lill, London Symphony Orchestra, James Judd
- Tchaikowsky - English Chamber Orchestra, James Judd - Streicherserenade Op.48, Suite Mozartiana Op.61
- Elgar - Hallé Orchestra Conducted By James Judd - Symphony No. 1 9
- Holst - The Planets, James Judd, The Royal Philharmonic Orchestra Denon, 1992
- Grieg - Piano Concerto In A Minor, Op. 16 / Lyric Pieces - Royal Philharmonic Orchestra, Ronan O'Hora, James Judd
- Brahms - The Royal Philharmonic Orchestra, James Judd - Symphony No. 2 In D Major, Opus 73 / Academic Festival Overture
- Aaron Copland, James Judd, New Zealand Symphony Orchestra - Symphony No. 3 / Billy The Kid (Suite)
- George Gershwin, New Zealand Symphony Orchestra, James Judd - An American In Paris, Porgy And Bess Suite, Gershwin In Hollywood
- Mahler - Florida Philharmonic Orchestra* / James Judd - Symphony No. 1, 1994
- Bernstein, Jean Louis Steuerman, Florida Philharmonic Orchestra, James Judd - Symphony No. 2 'The Age Of Anxiety' • West Side Story (Symphonic Dances), 2002
- Douglas Lilburn - New Zealand Symphony Orchestra, James Judd - The Three Symphonies, 2002
- Vaughan Williams, New Zealand Symphony Orchestra, James Judd - Fantasia On Greensleeves, Fantasia On A Theme Of Thomas Tallis,Concerto Grosso
- Frank Bridge, James Judd - Bridge: The Sea, Enter Spring 2004
- Bernstein, Helen Medlyn, Nathan Gunn, New Zealand Symphony Orchestra*, James Judd - Symphony No. 1 'Jeremiah' / Concerto For Orchestra 'Jubilee Games' (
- Elgar, New Zealand Symphony Orchestra, James Judd - Marches: Pomp And Circumstance • Polonia • Caractacus
- William Alwyn, Peter Donohoe, Bournemouth Symphony Orchestra, James Judd - Piano Concertos Nos. 1- 2
- Douglas Lilburn - New Zealand Symphony Orchestra, James Judd - A Song Of Islands / Aotearoa Overture / Forest (C
- Peter Sculthorpe, Adelaide Symphony Orchestra, Arvo Volmer, James Judd
- Mendelssohn-Bartholdy, New Zealand Symphony Orchestra, James Judd - Ein Sommernachtstraum
- Richard Strauss, Mahler, European Union Youth Orchestra, James Judd - Alpine Symphony/Eine Alpensinfonie; Mahler: Adagio Symphony No. 10
- Vaughan Williams, James Judd, Ashley Wass, Royal Liverpool Philharmonic Orchestra - Piano Concerto • The Wasps • English Folksong Suite •
- Zemlinsky, The Mermaid, Sinfonietta (CD, Album)
- Rhapsody in Blue. Saint-Saëns, Ravel y Gershwin, Benjamni Grosvenor, Real Liverpool Philharmonic, James Judd, DECCA